# Tehnologija med 2. svetovno vojno
Tehnologija med 2. svetovno vojno  je bila zelo pomembna. Nekatere tehnologije, ki so se uporabljale med vojno, so bile razvite v medvojnih letih dvajsetih in tridesetih let 20. stoletja, veliko je bilo razvitih kot odziv na potrebe in izkušnje med vojno, druge pa so se začele razvijati po koncu vojne. Številne vojne so imele velik vpliv na tehnologijo, ki jo uporabljamo v vsakdanjem življenju. Vendar je imela druga svetovna vojna v primerjavi s prejšnjimi vojnami največji vpliv na tehnologijo in naprave, ki jih uporabljamo danes. Tehnologija je imela odločilno vlogo pri končnem izidu druge svetovne vojne.
Številne vrste tehnologije so bile prilagojene za vojaško uporabo, pomemben razvoj pa se je zgodil na več področjih, vključno z:
- Orožje: ladje, vozila, podmornice, letala, tanki, topništvo, osebno orožje; ter biološko, kemično in atomsko orožje
- Logistična podpora : vozila, potrebna za prevoz vojakov in zalog, kot so vlaki, tovornjaki, cisterne, ladje in letala
- Komunikacije in obveščevalni podatki: naprave, ki se uporabljajo za navigacijo, komunikacijo, daljinsko zaznavanje in vohunjenje
- Medicina: kirurške inovacije, kemična zdravila in tehnike
- Raketni projektili: vodene rakete, balistične rakete srednjega dosega in avtomatska letala

Druga svetovna vojna je bila prva vojna, v kateri so bile vojaške operacije široko usmerjene v sovražnikova raziskovalna prizadevanja. To je vključevalo infiltracijo Nielsa Bohra z nemško okupirane Danske v Veliko Britanijo leta 1943; sabotaža norveške proizvodnje težke vode ; in bombardiranje Peenemunde .
Izvajale so se tudi vojaške operacije za pridobivanje obveščevalnih podatkov o sovražnikovi tehnologiji; na primer napad Bruneval za nemški radar in operacija Most III za nemški V-2.